# هرم أمني كيماو
هرم أمني كيماو هو هرم مصري يقع في جنوب دهشور. شيد حوالي 1790 قبل الميلاد لأمني كيماو، الملك الخامس من الأسرة الثالثة عشر خلال الفترة الانتقالية الثانية. لقد تم سرقة الحجر الذي يشكل هيكله العلوي بالكامل ولكن الهياكل الأساسية التالفة لا تزال قائمة. تم اكتشاف الهرم من قبل شارل موسيس في عام 1957 وتم التنقيب عنه في عام 1968. وكان الهرم في الأصل يبلغ ارتفاعه 35 متر (115 قدم) وطول قاعدته 52 متر (171 قدم). تتكون حجرة الدفن من كتلة واحدة ضخمة من الكوارتزيت مماثلة لتلك الموجودة لأمنمحات الثالث، مع أوعية للتابوت الحجري وأواني كانوبية محفورة من داخل الكتلة.

## الاكتشاف والتنقيب
تم العثور على أقدم ذكر تاريخي معروف لهرم أمني كيماو في كتاب المؤرخ العربي تقي الدين أحمد المقريزي في العصور الوسطى «جغرافيا وتاريخ مصر» حيث يصف المقريزي «أهرامات دهشور».
أعيد اكتشاف هرم أمني كيماو في عام 1957 من قبل فريق بقيادة شارل موسيس. بعد فترة وجيزة، في عام 1968، قام فيتو ماراجيوجليو وسيليست من رينالدي بالتحقيق في بنية الهرم. في الآونة الأخيرة، تم نشر بقايا المعدات الجنائزية للملك من قبل نبيل سويلم وعيدان دودسون.